# Horamenianchu

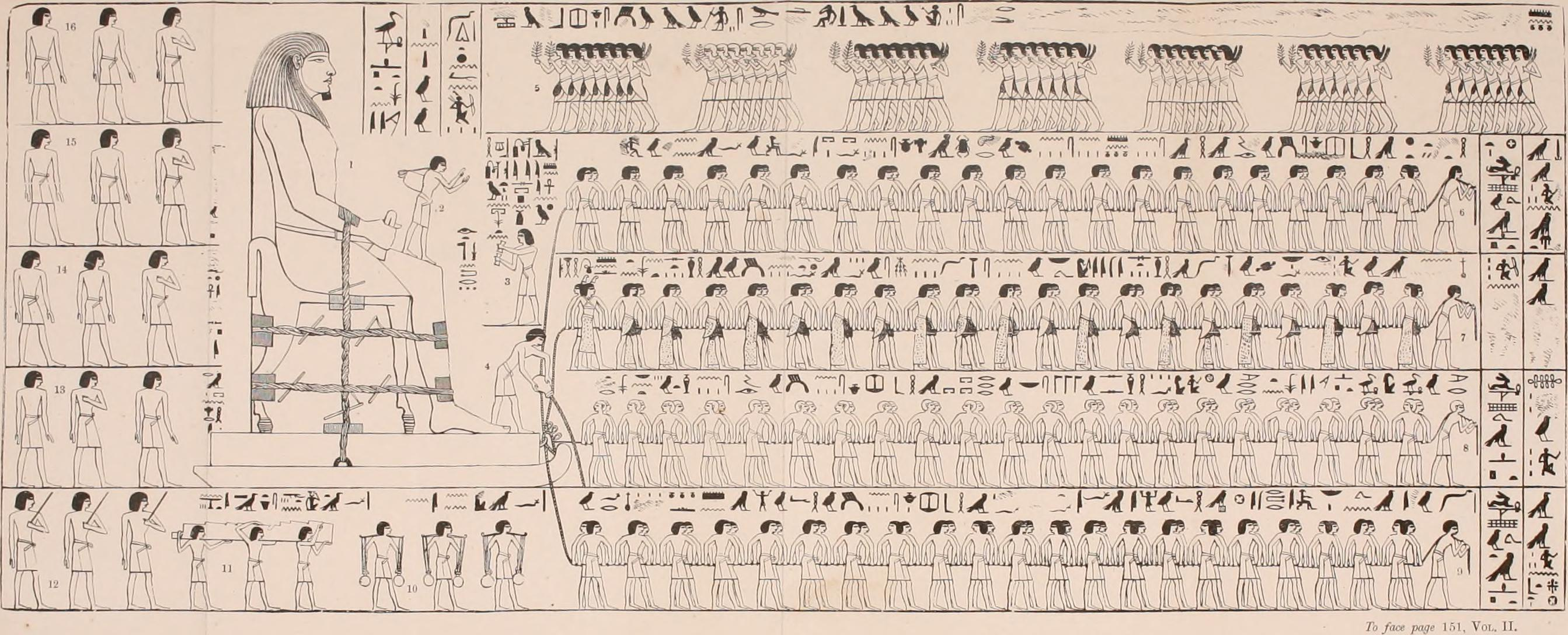
Transport einer Kolossalstatue im Grab des Djehutihotep, Horamenianchu steht vor der Statue (Nummer 3 auf der Abbildung)

Horamenianchu (die richtige Namenslesung ist unsicher, es handelt sich wohl um einen Doppelnamen: Hor Amenianchu oder Horamni Anchu) war ein altägyptischer Vorzeichner der 12. Dynastie. Er war unter dem lokalen Fürsten Djehutihotep in Dair al-Berscha tätig und ist in dessen Grab dargestellt. Er trug die Titel Vorlesepriester und Vorzeichner des Palastes. Er bezeichnet sich als derjenige, der dieses Grab ausgemalt (also wohl die Vorzeichnungen angefertigt) hat. Horamenianchu ist mehrmals im Grab dargestellt. Er erscheint einmal in einer Szene, in der der Transport einer Kolossalstatue wiedergegeben ist, und nimmt dabei eine prominente Position vor der Statue ein. Er ist auch zweimal in der innersten Kapelle des Grabes dargestellt, wo sonst nur etwa ein Dutzend Leute erscheinen.